# Orlean drvo
Orlean drvo (arnot, lat. Bixa), maleni rod tropskog bilja iz porodice orelanovki. pripada joj najmanje 4 ili 5 vrsta korisnih grmova ili drveća koje raste po tropskoj Južnoj Americi. Najpoznatija među njima je B. orellana, poznata kao sirovina za dobivanje crvene boje Indijanaca iz bazena Amazone, koja je danas uvezena u mnoge države s tropskom klimom, posebno po Aziji i Africi.

## Vrste
1. Bixa arborea Huber
2. Bixa excelsa Gleason & Krukoff
3. Bixa orellana L.
4. Bixa platycarpa Ruiz & Pav. ex G.Don, možda sinonim od B. urucurana
5. Bixa urucurana Willd.

## Sinonimi
- Orellana Kuntze
- Orleania C.Commelijn ex Boehm.
- Urucu Adans.